# Eberhard Burger
Eberhard Burger, OBE (Berlim, 26 de julho de 1943) é um engenheiro civil alemão. É particularmente ativo em Dresden, administrando a construção da nova Zionskirche e dirigindo a reconstrução da Frauenkirche de Dresden, de 1996 a 2005, sendo de 2001 até a atualidade presidente da "Fundação Frauenkirche de Dresden" (em alemão:  Stiftung Frauenkirche Dresden). Recebeu a Ordem do Mérito da República Federal da Alemanha em 7 de setembro de 2007, e a Ordem do Império Britânico (OBE) em novembro de 2007, "in recognition of his contributions to the reconstruction of the Frauenkirche and his significant contribution to the reconciliation of the British and German peoples in this project".